# Eisschnelllauf-Weltcup 1989/90
Der Eisschnelllauf-Weltcup 1989/90 wurde für Frauen und Männer an zehn Weltcupstationen in elf Ländern ausgetragen. Die Saison begann am 25. November 1989 und endete am 4. März 1990. Hier wurden von Frauen Strecken von 500 bis 5000 und der Männer von 500 bis 10.000 Meter gelaufen.
Siehe auch: Liste der Gesamtweltcupsieger im Eisschnelllauf

## Wettbewerbe

### Frauen

#### Weltcup-Übersicht
| Datum                                                                            | Ort                                                   | Disziplin         | Sieger                    | Zweiter              | Dritter               |
| -------------------------------------------------------------------------------- | ----------------------------------------------------- | ----------------- | ------------------------- | -------------------- | --------------------- |
| 25. bis 26. Nov. 1989                                                            | Berlin (Sportforum Hohenschönhausen)                  | 500 m             | Angela Hauck              | Christine Aaftink    | Seiko Hashimoto       |
| 25. bis 26. Nov. 1989                                                            | Berlin (Sportforum Hohenschönhausen)                  | 1000 m            | Angela Hauck              | Seiko Hashimoto      | Christine Aaftink     |
| 25. bis 26. Nov. 1989                                                            | Berlin (Sportforum Hohenschönhausen)                  | 1500 m            | Gunda Kleemann            | Jacqueline Börner    | Constanze Moser       |
| 25. bis 26. Nov. 1989                                                            | Berlin (Sportforum Hohenschönhausen)                  | 3000 m            | Gunda Kleemann            | Heike Schalling      | Constanze Moser       |
| 2. bis 3. Dez. 1989                                                              | Den Haag (De Uithof)                                  | 1500 m            | Constanze Moser           | Jacqueline Börner    | Emese Nemeth-Hunyady  |
| 2. bis 3. Dez. 1989                                                              | Den Haag (De Uithof)                                  | 3000 m            | Gunda Kleemann            | Constanze Moser      | Heike Schalling       |
| 9. bis 10. Dez. 1989                                                             | Karuizawa (Wind Park Skating Rink)                    | 500 m (9. Dez.)   | Angela Hauck              | Bonnie Blair         | Seiko Hashimoto       |
| 9. bis 10. Dez. 1989                                                             | Karuizawa (Wind Park Skating Rink)                    | 1000 m (9. Dez.)  | Angela Hauck              | Seiko Hashimoto      | Bonnie Blair          |
| 9. bis 10. Dez. 1989                                                             | Karuizawa (Wind Park Skating Rink)                    | 500 m (10. Dez.)  | Angela Hauck              | Bonnie Blair         | Seiko Hashimoto       |
| 9. bis 10. Dez. 1989                                                             | Karuizawa (Wind Park Skating Rink)                    | 1000 m (10. Dez.) | Bonnie Blair Angela Hauck |                      | Seiko Hashimoto       |
| 16. bis 17. Dez. 1989                                                            | Seoul (Taereung Ice Rink)                             | 500 m (16. Dez.)  | Angela Hauck              | Bonnie Blair         | Seiko Hashimoto       |
| 16. bis 17. Dez. 1989                                                            | Seoul (Taereung Ice Rink)                             | 1000 m (16. Dez.) | Angela Hauck              | Seiko Hashimoto      | Wang Xiuli            |
| 16. bis 17. Dez. 1989                                                            | Seoul (Taereung Ice Rink)                             | 500 m (17. Dez.)  | Bonnie Blair              | Angela Hauck         | Christine Aaftink     |
| 16. bis 17. Dez. 1989                                                            | Seoul (Taereung Ice Rink)                             | 1000 m (17. Dez.) | Angela Hauck              | Seiko Hashimoto      | Wang Xiuli            |
| Mehrkampfeuropameisterschaft in Heerenveen (Thialf), 17.–18. Januar 1990         |                                                       |                   |                           |                      |                       |
| 3. bis 4. Feb. 1990                                                              | Lake Placid (James B. Sheffield Olympic Skating Rink) | 500 m (3. Feb.)   | Bonnie Blair              | Christine Aaftink    | Seiko Hashimoto       |
| 3. bis 4. Feb. 1990                                                              | Lake Placid (James B. Sheffield Olympic Skating Rink) | 1000 m (3. Feb.)  | Seiko Hashimoto           | Bonnie Blair         | Christine Aaftink     |
| 3. bis 4. Feb. 1990                                                              | Lake Placid (James B. Sheffield Olympic Skating Rink) | 1500 m (4. Feb.)  | Bonnie Blair              | Emese Nemeth-Hunyady | Sandra Voetelink      |
| 3. bis 4. Feb. 1990                                                              | Lake Placid (James B. Sheffield Olympic Skating Rink) | 3000 m (4. Feb.)  | Hanneke de Vries          | Lia van Schie        | Seiko Hashimoto       |
| Mehrkampfweltmeisterschaft in Calgary (Olympic Oval), 10.–11. Februar 1990       |                                                       |                   |                           |                      |                       |
| 14. bis 15. Feb. 1990                                                            | Butte (US High Mountain Altitude Sportcenter)         | 1000 m            | Bonnie Blair              | Seiko Hashimoto      | Christine Aaftink     |
| 14. bis 15. Feb. 1990                                                            | Butte (US High Mountain Altitude Sportcenter)         | 1500 m            | Bonnie Blair              | Constanze Moser      | Seiko Hashimoto       |
| 14. bis 15. Feb. 1990                                                            | Butte (US High Mountain Altitude Sportcenter)         | 500 m             | Bonnie Blair              | Christine Aaftink    | Seiko Hashimoto       |
| Sprintweltmeisterschaft in Tromsø (Tromsdalen Kunstisbane), 24.–25. Februar 1990 |                                                       |                   |                           |                      |                       |
| 3. bis 4. Mär. 1990                                                              | Inzell (Eisstadion Inzell)                            | 1000 m            | Bonnie Blair              | Angela Hauck         | Christine Aaftink     |
| 3. bis 4. Mär. 1990                                                              | Inzell (Eisstadion Inzell)                            | 1500 m            | Jacqueline Börner         | Seiko Hashimoto      | Heike Schalling       |
| 3. bis 4. Mär. 1990                                                              | Inzell (Eisstadion Inzell)                            | 3000 m            | Jacqueline Börner         | Gunda Kleemann       | Elena Belci-Dal Farra |
| 3. bis 4. Mär. 1990                                                              | Inzell (Eisstadion Inzell)                            | 5000 m            | Gunda Kleemann            | Jacqueline Börner    | Heike Schalling       |
| 3. bis 4. Mär. 1990                                                              | Inzell (Eisstadion Inzell)                            | 500 m             | Bonnie Blair              | Angela Hauck         | Monique Garbrecht     |

#### 500 Meter
(Endstand: Nach 8 Rennen)
| Rang | Name                      | Land                   | Punkte |
| ---- | ------------------------- | ---------------------- | ------ |
| 1    | Bonnie Blair Angela Hauck | Vereinigte Staaten DDR | 144    |
| 3    | Christine Aaftink         | Niederlande            | 122    |
| 4    | Seiko Hashimoto           | Japan                  | 116    |
| 5    | Edel Therese Høiseth      | Norwegen               | 93     |
| 6    | Anita Loorbach            | Niederlande            | 85     |
| 7    | Wang Xiuli                | Volksrepublik China    | 69     |
| 8    | Yoo Seon-hee              | Südkorea               | 60     |
| 9    | Else Ragni Yttredal       | Norwegen               | 58     |
| 10   | Herma Meijer              | Niederlande            | 57     |
|      |                           |                        |        |
| 11   | Emese Nemeth-Hunyady      | Österreich             | 54     |
| 15   | Monique Garbrecht         | DDR                    | 38     |
| 26   | Carola Bürger             | DDR                    | 16     |
| 30   | Gunda Kleemann            | DDR                    | 9      |

#### 1000 Meter
(Endstand: Nach 8 Rennen)
| Rang | Name                 | Land                | Punkte |
| ---- | -------------------- | ------------------- | ------ |
| 1    | Angela Hauck         | DDR                 | 147    |
| 2    | Bonnie Blair         | Vereinigte Staaten  | 135    |
| 3    | Seiko Hashimoto      | Japan               | 129    |
| 4    | Christine Aaftink    | Niederlande         | 116    |
| 5    | Else Ragni Yttredal  | Norwegen            | 84     |
| 6    | Edel Therese Høiseth | Norwegen            | 74     |
| 7    | Wang Xiuli           | Volksrepublik China | 71     |
| 8    | Yoo Seon-hee         | Südkorea            | 63     |
| 9    | Anita Loorbach       | Niederlande         | 54     |
| 10   | Emese Nemeth-Hunyady | Österreich          | 54     |
|      |                      |                     |        |
| 16   | Heike Pöhland        | DDR                 | 36     |
| 17   | Monique Garbrecht    | DDR                 | 30     |
| 25   | Gunda Kleemann       | DDR                 | 18     |
| 27   | Jacqueline Börner    | DDR                 | 15     |
| 28   | Carola Bürger        | DDR                 | 15     |

#### 1500 Meter
(Endstand: Nach 5 Rennen)
| Rang | Name                  | Land               | Punkte |
| ---- | --------------------- | ------------------ | ------ |
| 1    | Jacqueline Börner     | DDR                | 85     |
| 2    | Constanze Moser       | DDR                | 80     |
| 3    | Emese Nemeth-Hunyady  | Österreich         | 76     |
| 4    | Bonnie Blair          | Vereinigte Staaten | 68     |
| 5    | Seiko Hashimoto       | Japan              | 60     |
| 6    | Gunda Kleemann        | DDR                | 58     |
| 7    | Heike Schalling       | DDR                | 53     |
| 8    | Elena Belci-Dal Farra | Italien            | 51     |
| 9    | Herma Meijer          | Niederlande        | 47     |
| 10   | Lia van Schie         | Niederlande        | 43     |
|      |                       |                    |        |
| 18   | Anja Mischke          | BR Deutschland     | 23     |
| 26   | Sabine Becker         | BR Deutschland     | 12     |
| 28   | Ulrike Adeberg        | DDR                | 11     |

#### 3000/5000 Meter
(Endstand: Nach 5 Rennen)
| Rang | Name                    | Land           | Punkte |
| ---- | ----------------------- | -------------- | ------ |
| 1    | Gunda Kleemann          | DDR            | 97     |
| 2    | Jacqueline Börner       | DDR            | 80     |
| 3    | Heike Schalling         | DDR            | 77     |
| 4    | Constanze Moser         | DDR            | 76     |
| 5    | Elena Belci-Dal Farra   | Italien        | 68     |
| 6    | Lia van Schie           | Niederlande    | 61     |
| 7    | Herma Meijer            | Niederlande    | 56     |
| 8    | Emese Nemeth-Hunyady    | Österreich     | 50     |
| 9    | Sabine Becker           | BR Deutschland | 36     |
| 10   | Swetlana Schurowa-Boiko | Sowjetunion    | 34     |
|      |                         |                |        |
| 12   | Petra Becker            | BR Deutschland | 27     |
| 21   | Anja Mischke            | BR Deutschland | 13     |

### Männer

#### Weltcup-Übersicht
| Datum                                                                                        | Ort                                      | Disziplin         | Sieger            | Zweiter                     | Dritter            |
| -------------------------------------------------------------------------------------------- | ---------------------------------------- | ----------------- | ----------------- | --------------------------- | ------------------ |
| 25. bis 26. Nov. 1989                                                                        | Berlin (Horst-Dohm-Eisstadion)           | 500 m             | Uwe-Jens Mey      | Satoru Kuroiwa              | Yasushi Kuroiwa    |
| 25. bis 26. Nov. 1989                                                                        | Berlin (Horst-Dohm-Eisstadion)           | 1000 m            | Igor Schelesowski | Uwe-Jens Mey                | Bae Ki-tae         |
| 25. bis 26. Nov. 1989                                                                        | Berlin (Horst-Dohm-Eisstadion)           | 1500 m            | Peter Adeberg     | Jurij Sjulga                | Ildar Garajev      |
| 25. bis 26. Nov. 1989                                                                        | Berlin (Horst-Dohm-Eisstadion)           | 5000 m            | Ben van der Burg  | Markus Tröger               | Jaromir Radke      |
| 2. bis 3. Dez. 1989                                                                          | Den Haag (De Uithof)                     | 1500 m            | Peter Adeberg     | Tomas Gustafson             | Ben van der Burg   |
| 2. bis 3. Dez. 1989                                                                          | Den Haag (De Uithof)                     | 5000 m            | Geir Karlstad     | Ben van der Burg            | Tomas Gustafson    |
| 9. bis 10. Dez. 1989                                                                         | Skien (Nye Isstadion Moflaten)           | 1500 m            | Ben van der Burg  | Ådne Søndrål                | Joakim Karlberg    |
| 9. bis 10. Dez. 1989                                                                         | Skien (Nye Isstadion Moflaten)           | 5000 m            | Bart Veldkamp     | Johann Olav Koss            | Ben van der Burg   |
| 9. bis 10. Dez. 1989                                                                         | Karuizawa (Wind Park Skating Rink)       | 500 m (9. Dez.)   | Uwe-Jens Mey      | Bae Ki-tae Roman Popadtsjuk |                    |
| 9. bis 10. Dez. 1989                                                                         | Karuizawa (Wind Park Skating Rink)       | 1000 m (9. Dez.)  | Uwe-Jens Mey      | Dan Jansen                  | Bae Ki-tae         |
| 9. bis 10. Dez. 1989                                                                         | Karuizawa (Wind Park Skating Rink)       | 500 m (10. Dez.)  | Uwe-Jens Mey      | Yasushi Kuroiwa             | Dan Jansen         |
| 9. bis 10. Dez. 1989                                                                         | Karuizawa (Wind Park Skating Rink)       | 1000 m (10. Dez.) | Uwe-Jens Mey      | Bae Ki-tae                  | Hozumi Moriyama    |
| 16. bis 17. Dez. 1989                                                                        | Seoul (Taereung Ice Rink)                | 500 m (16. Dez.)  | Uwe-Jens Mey      | Dan Jansen                  | Igor Schelesowski  |
| 16. bis 17. Dez. 1989                                                                        | Seoul (Taereung Ice Rink)                | 1000 m (16. Dez.) | Uwe-Jens Mey      | Igor Schelesowski           | Andrei Bachwalow   |
| 16. bis 17. Dez. 1989                                                                        | Seoul (Taereung Ice Rink)                | 500 m (17. Dez.)  | Uwe-Jens Mey      | Dan Jansen                  | Igor Schelesowski  |
| 16. bis 17. Dez. 1989                                                                        | Seoul (Taereung Ice Rink)                | 1000 m (17. Dez.) | Igor Schelesowski | Uwe-Jens Mey                | Bae Ki-tae         |
| 13. bis 14. Jan. 1990                                                                        | Davos                                    | 500 m (13. Jan.)  | Uwe-Jens Mey      | Menno Boelsma               | Peter Adeberg      |
| 13. bis 14. Jan. 1990                                                                        | Davos                                    | 1000 m (13. Jan.) | Uwe-Jens Mey      | Uwe Streb                   | Olaf Zinke         |
| 13. bis 14. Jan. 1990                                                                        | Davos                                    | 1500 m (14. Jan.) | Johann Olav Koss  | Olaf Zinke                  | Michael Hadschieff |
| 13. bis 14. Jan. 1990                                                                        | Davos                                    | 5000 m (14. Jan.) | Johann Olav Koss  | Bart Veldkamp               | Ben van der Burg   |
| Mehrkampfeuropameisterschaft in Heerenveen (Thialf), 19.–20. Januar 1990                     |                                          |                   |                   |                             |                    |
| 3. Feb. 1990                                                                                 | Innsbruck (Olympia Eisstadion Innsbruck) | 500 m (3. Feb.)   | Uwe-Jens Mey      | Dan Jansen                  | Bae Ki-tae         |
| 3. Feb. 1990                                                                                 | Innsbruck (Olympia Eisstadion Innsbruck) | 1500 m (3. Feb.)  | Johann Olav Koss  | Ådne Søndrål                | Ben van der Burg   |
| 4. Feb. 1990                                                                                 | Collalbo (Ritten Arena)                  | 500 m (4. Feb.)   | Uwe-Jens Mey      | Dan Jansen                  | André Sobeck       |
| 4. Feb. 1990                                                                                 | Collalbo (Ritten Arena)                  | 1000 m (4. Feb.)  | Dan Jansen        | Paweł Abratkiewicz          | Kevin Scott        |
| 4. Feb. 1990                                                                                 | Collalbo (Ritten Arena)                  | 5000 m (4. Feb.)  | Johann Olav Koss  | Geir Karlstad               | Gerard Kemkers     |
| Mehrkampfweltmeisterschaft in Innsbruck (Olympia Eisstadion Innsbruck), 17.–18. Februar 1990 |                                          |                   |                   |                             |                    |
| Sprintweltmeisterschaft in Tromsø (Tromsdalen Kunstisbane), 24.–25. Februar 1990             |                                          |                   |                   |                             |                    |
| 25. Feb 1990                                                                                 | Göteborg                                 | 1500 m (25. Feb.) | Gerard Kemkers    | Tomas Gustafson             | Bart Veldkamp      |
| 25. Feb 1990                                                                                 | Göteborg                                 | 5000 m (25. Feb.) | Bart Veldkamp     | Geir Karlstad               | Johann Olav Koss   |
| 3. bis 4. Mär. 1990                                                                          | Helsinki (Oulunkylä Liikuntapuisto)      | 500 m (3. Mär.)   | Dan Jansen        | Björn Forslund              | Nick Thometz       |
| 3. bis 4. Mär. 1990                                                                          | Helsinki (Oulunkylä Liikuntapuisto)      | 1000 m (3. Mär.)  | Olaf Zinke        | Dan Jansen                  | Eric Flaim         |
| 3. bis 4. Mär. 1990                                                                          | Helsinki (Oulunkylä Liikuntapuisto)      | 1500 m (4. Mär.)  | Olaf Zinke        | Johann Olav Koss            | Michael Hadschieff |
| 3. bis 4. Mär. 1990                                                                          | Helsinki (Oulunkylä Liikuntapuisto)      | 5000 m (4. Mär.)  | Bart Veldkamp     | Geir Karlstad               | Per Bengtsson      |
| 10. bis 11. Mär. 1990                                                                        | Heerenveen (Thialf)                      | 500 m (10. Mär.)  | Uwe-Jens Mey      | Dan Jansen                  | Andrei Bachwalow   |
| 10. bis 11. Mär. 1990                                                                        | Heerenveen (Thialf)                      | 1000 m            | Uwe-Jens Mey      | Olaf Zinke                  | Andrei Bachwalow   |
| 10. bis 11. Mär. 1990                                                                        | Heerenveen (Thialf)                      | 1500 m            | Johann Olav Koss  | Ben van der Burg            | Olaf Zinke         |
| 10. bis 11. Mär. 1990                                                                        | Heerenveen (Thialf)                      | 5000 m            | Bart Veldkamp     | Johann Olav Koss            | Geir Karlstad      |
| 10. bis 11. Mär. 1990                                                                        | Heerenveen (Thialf)                      | 10.000 m          | Geir Karlstad     | Bart Veldkamp               | Johann Olav Koss   |
| 10. bis 11. Mär. 1990                                                                        | Heerenveen (Thialf)                      | 500 m (11. Mär.)  | Uwe-Jens Mey      | Dan Jansen                  | Andrei Bachwalow   |

#### 500 Meter
(Endstand: Nach 11 Rennen)
| Rang | Name                           | Land               | Punkte |
| ---- | ------------------------------ | ------------------ | ------ |
| 1    | Uwe-Jens Mey                   | DDR                | 225    |
| 2    | Dan Jansen                     | Vereinigte Staaten | 193    |
| 3    | Bae Ki-tae                     | Südkorea           | 110    |
| 4    | André Sobeck                   | DDR                | 102    |
| 5    | Björn Forslund                 | Schweden           | 95     |
| 6    | Andrei Bachwalow               | Sowjetunion        | 89     |
| 7    | Yasushi Kuroiwa                | Japan              | 84     |
| 8    | Igor Schelesowski              | Sowjetunion        | 83     |
| 9    | Tomasz Jankowski Menno Boelsma | Polen Niederlande  | 81     |
|      |                                |                    |        |
| 11   | Uwe Streb                      | BR Deutschland     | 78     |
| 17   | Peter Adeberg                  | DDR                | 59     |
| 24   | Olaf Zinke                     | DDR                | 39     |

#### 1000 Meter
(Endstand: Nach 9 Rennen)
| Rang | Name               | Land               | Punkte |
| ---- | ------------------ | ------------------ | ------ |
| 1    | Uwe-Jens Mey       | DDR                | 169    |
| 2    | Dan Jansen         | Vereinigte Staaten | 131    |
| 3    | Olaf Zinke         | DDR                | 98     |
| 4    | Bae Ki-tae         | Südkorea           | 97     |
| 5    | Paweł Abratkiewicz | Polen              | 95     |
| 6    | Igor Schelesowski  | Sowjetunion        | 90     |
| 7    | Andrei Bachwalow   | Sowjetunion        | 79     |
| 8    | Björn Forslund     | Schweden           | 78     |
| 9    | Bo König           | Schweden           | 75     |
| 10   | Arie Loef          | Niederlande        | 69     |
|      |                    |                    |        |
| 13   | André Hoffmann     | DDR                | 60     |
| 14   | Uwe Streb          | BR Deutschland     | 57     |
| 16   | Peter Adeberg      | DDR                | 49     |
| 24   | André Sobeck       | DDR                | 35     |

#### 1500 Meter
(Endstand: Nach 8 Rennen)
| Rang | Name               | Land           | Punkte |
| ---- | ------------------ | -------------- | ------ |
| 1    | Johann Olav Koss   | Norwegen       | 129    |
| 2    | Ben van der Burg   | Niederlande    | 123    |
| 3    | Olaf Zinke         | DDR            | 109    |
| 4    | Michael Hadschieff | Österreich     | 105    |
| 5    | Peter Adeberg      | DDR            | 94     |
| 6    | Joakim Karlberg    | Schweden       | 89     |
| 7    | Ådne Søndrål       | Norwegen       | 86     |
| 8    | Markus Tröger      | BR Deutschland | 80     |
| 9    | Gerard Kemkers     | Niederlande    | 75     |
| 10   | Bart Veldkamp      | Niederlande    | 67     |
|      |                    |                |        |
| 22   | Christian Eminger  | Österreich     | 26     |
| 23   | Georg Herda        | BR Deutschland | 25     |
| 26   | André Hoffmann     | DDR            | 18     |
| 30   | Zsolt Zakarias     | Österreich     | 14     |

#### 5000/10.000 Meter
(Endstand: Nach 9 Rennen)
| Rang | Name               | Land           | Punkte |
| ---- | ------------------ | -------------- | ------ |
| 1    | Bart Veldkamp      | Niederlande    | 162    |
| 2    | Geir Karlstad      | Norwegen       | 154    |
| 3    | Johann Olav Koss   | Norwegen       | 146    |
| 4    | Ben van der Burg   | Niederlande    | 129    |
| 5    | Gerard Kemkers     | Niederlande    | 105    |
| 6    | Per Bengtsson      | Schweden       | 104    |
| 7    | Thomas Bos         | Niederlande    | 99     |
| 8    | Tomas Gustafson    | Schweden       | 97     |
| 9    | Joakim Karlberg    | Schweden       | 80     |
| 10   | Jaromir Radke      | Polen          | 78     |
|      |                    |                |        |
| 11   | Markus Tröger      | BR Deutschland | 65     |
| 12   | Christian Eminger  | Österreich     | 62     |
| 16   | Michael Hadschieff | Österreich     | 52     |
| 18   | Peter Adeberg      | DDR            | 32     |

## Gesamt
- Platz: Gibt die Reihenfolge der Athleten wieder. Diese wird durch die Anzahl der Weltcupsiege bestimmt. Bei gleicher Anzahl werden die 2. Platzierungen verglichen, danach die 3. Platzierungen
- Name: Nennt den Namen des Athleten
- Land: Nennt das Land, für das der Athlet startete
- Siege: Nennt die Anzahl der Weltcupsiege
- 2. Plätze: Nennt die Anzahl der errungenen 2. Plätze
- 3. Plätze: Nennt die Anzahl der errungenen 3. Plätze
- Gesamt: Nennt die Anzahl aller gewonnenen Medaillen

### Top Ten
- Die Top Ten zeigt die zehn erfolgreichsten Sportler/-innen des Eisschnelllauf-Weltcups 1989/90

| Platz | Name              | Land               | Siege | 2. Plätze | 3. Plätze | Gesamt |
| ----- | ----------------- | ------------------ | ----- | --------- | --------- | ------ |
| 1.    | Uwe-Jens Mey      | DDR                | 15    | 2         | 0         | 17     |
| 2.    | Bonnie Blair      | Vereinigte Staaten | 9     | 4         | 1         | 14     |
| 3.    | Angela Hauck      | DDR                | 9     | 3         | 0         | 12     |
| 4.    | Johann Olav Koss  | Norwegen           | 5     | 3         | 2         | 10     |
| 5.    | Bart Veldkamp     | Niederlande        | 4     | 2         | 1         | 7      |
| 6.    | Gunda Kleemann    | DDR                | 4     | 1         | 0         | 5      |
| 7.    | Dan Jansen        | Vereinigte Staaten | 2     | 8         | 1         | 11     |
| 8.    | Geir Karlstad     | Norwegen           | 2     | 3         | 1         | 6      |
| 9.    | Jacqueline Börner | DDR                | 2     | 3         | 0         | 5      |
| 10.   | Ben van der Burg  | Niederlande        | 2     | 2         | 4         | 8      |

### Frauen
| Platz | Name                  | Land                | Siege | 2. Plätze | 3. Plätze | Gesamt |
| ----- | --------------------- | ------------------- | ----- | --------- | --------- | ------ |
| 1.    | Bonnie Blair          | Vereinigte Staaten  | 9     | 4         | 1         | 14     |
| 2.    | Angela Hauck          | DDR                 | 9     | 3         | 0         | 12     |
| 3.    | Gunda Kleemann        | DDR                 | 4     | 1         | 0         | 5      |
| 4.    | Jacqueline Börner     | DDR                 | 2     | 3         | 0         | 5      |
| 5.    | Seiko Hashimoto       | Japan               | 1     | 6         | 9         | 16     |
| 6.    | Constanze Moser       | DDR                 | 1     | 2         | 2         | 5      |
| 7.    | Hanneke de Vries      | Niederlande         | 1     | 0         | 0         | 1      |
| 8.    | Christine Aaftink     | Niederlande         | 0     | 3         | 5         | 8      |
| 9.    | Heike Schalling       | DDR                 | 0     | 1         | 3         | 4      |
| 10.   | Emese Nemeth-Hunyady  | Österreich          | 0     | 1         | 1         | 2      |
| 11.   | Lia van Schie         | Niederlande         | 0     | 1         | 0         | 1      |
| 12.   | Wang Xiuli            | Volksrepublik China | 0     | 0         | 2         | 2      |
| 13.   | Elena Belci-Dal Farra | Italien             | 0     | 0         | 1         | 1      |
| 13.   | Monique Garbrecht     | DDR                 | 0     | 0         | 1         | 1      |
| 13.   | Sandra Voetelink      | Niederlande         | 0     | 0         | 1         | 1      |

### Männer
| Platz | Name               | Land               | Siege | 2. Plätze | 3. Plätze | Gesamt |
| ----- | ------------------ | ------------------ | ----- | --------- | --------- | ------ |
| 1.    | Uwe-Jens Mey       | DDR                | 15    | 2         | 0         | 17     |
| 2.    | Johann Olav Koss   | Norwegen           | 5     | 3         | 2         | 10     |
| 3.    | Bart Veldkamp      | Niederlande        | 4     | 2         | 1         | 7      |
| 4.    | Dan Jansen         | Vereinigte Staaten | 2     | 8         | 1         | 11     |
| 5.    | Geir Karlstad      | Norwegen           | 2     | 3         | 1         | 6      |
| 6.    | Ben van der Burg   | Niederlande        | 2     | 2         | 4         | 8      |
| 7.    | Olaf Zinke         | DDR                | 2     | 2         | 2         | 6      |
| 8.    | Igor Schelesowski  | Sowjetunion        | 2     | 1         | 2         | 5      |
| 9.    | Peter Adeberg      | DDR                | 2     | 0         | 1         | 3      |
| 10.   | Gerard Kemkers     | Niederlande        | 1     | 0         | 1         | 2      |
| 11.   | Bae Ki-tae         | Südkorea           | 0     | 2         | 4         | 6      |
| 12.   | Tomas Gustafson    | Schweden           | 0     | 2         | 1         | 3      |
| 13.   | Ådne Søndrål       | Norwegen           | 0     | 2         | 0         | 2      |
| 14.   | Yasushi Kuroiwa    | Japan              | 0     | 1         | 1         | 2      |
| 15.   | Björn Forslund     | Schweden           | 0     | 1         | 0         | 1      |
| 15.   | Jurij Sjulga       | Sowjetunion        | 0     | 1         | 0         | 1      |
| 15.   | Markus Tröger      | BR Deutschland     | 0     | 1         | 0         | 1      |
| 15.   | Menno Boelsma      | Niederlande        | 0     | 1         | 0         | 1      |
| 15.   | Paweł Abratkiewicz | Polen              | 0     | 1         | 0         | 1      |
| 15.   | Roman Popadtsjuk   | Sowjetunion        | 0     | 1         | 0         | 1      |
| 15.   | Satoru Kuroiwa     | Japan              | 0     | 1         | 0         | 1      |
| 15.   | Uwe Streb          | BR Deutschland     | 0     | 1         | 0         | 1      |
| 23.   | Andrei Bachwalow   | Sowjetunion        | 0     | 0         | 4         | 4      |
| 24.   | Michael Hadschieff | Österreich         | 0     | 0         | 2         | 2      |
| 25.   | André Sobeck       | DDR                | 0     | 0         | 1         | 1      |
| 25.   | Eric Flaim         | Vereinigte Staaten | 0     | 0         | 1         | 1      |
| 25.   | Hozumi Moriyama    | Japan              | 0     | 0         | 1         | 1      |
| 25.   | Ildar Garajev      | Sowjetunion        | 0     | 0         | 1         | 1      |
| 25.   | Jaromir Radke      | Polen              | 0     | 0         | 1         | 1      |
| 25.   | Joakim Karlberg    | Schweden           | 0     | 0         | 1         | 1      |
| 25.   | Nick Thometz       | Vereinigte Staaten | 0     | 0         | 1         | 1      |
| 25.   | Kevin Scott        | Kanada             | 0     | 0         | 1         | 1      |
| 25.   | Per Bengtsson      | Schweden           | 0     | 0         | 1         | 1      |

### Nationenwertung
- Die Nationenwertung zeigt die erfolgreichsten Nationen (Sportler/-innen) des Eisschnelllauf-Weltcups 1989/90

| Platz | Land                | Siege | 2. Plätze | 3. Plätze | Gesamt |
| ----- | ------------------- | ----- | --------- | --------- | ------ |
| 1.    | DDR                 | 35    | 14        | 10        | 59     |
| 2.    | Vereinigte Staaten  | 11    | 12        | 4         | 27     |
| 3.    | Niederlande         | 8     | 9         | 12        | 29     |
| 4.    | Norwegen            | 7     | 8         | 3         | 18     |
| 5.    | Sowjetunion         | 2     | 3         | 7         | 12     |
| 6.    | Japan               | 1     | 8         | 11        | 20     |
| 7.    | Schweden            | 0     | 3         | 3         | 6      |
| 8.    | Südkorea            | 0     | 2         | 4         | 6      |
| 9.    | BR Deutschland      | 0     | 2         | 0         | 2      |
| 10.   | Österreich          | 0     | 1         | 3         | 4      |
| 11.   | Polen               | 0     | 1         | 1         | 2      |
| 12.   | Volksrepublik China | 0     | 0         | 2         | 2      |
| 13.   | Kanada              | 0     | 0         | 1         | 1      |
| 13.   | Italien             | 0     | 0         | 1         | 1      |